# 덴마크 여왕 부군 헨리크
헨리크 마리 한스 안드레아스(덴마크어: Henrik Marie Hans Andreas, 1934년 6월 11일 ~ 2018년 2월 13일)는 덴마크의 여왕 마르그레테 2세의 배우자이다. 마르그레테 2세와 결혼하면서, 로마 가톨릭에서 루터교로 개종하였다. 결혼하기 전에 이름은 앙리 마리 장 앙드레 드 라보르드 드 몽페자(프랑스어: Henri Marie Jean André de Laborde de Monpezat)였다.
프랑스에서 백작의 아들로 태어났다. 가톨릭 교도로서 성장하였다. 태어나서 첫 5년간은 부모의 사업 관계로 프랑스령 인도차이나(오늘날의 베트남)에서 성장했다. 1950년 북베트남 하노이로 돌아와 2년 뒤 그곳에서 프랑스인 중등학교를 마쳤다. 1952~1957년 사이 소르본 대학에서 법학과 정치학을 배웠으며, 국립동방언어학교(프랑스어: Henri Marie Jean André de Laborde de MonpezatÉcole Nationale des Langues Orientales, 현재의 INALCO)에서 중국어와 베트남어를 배웠다.
1959년부터 3년간 알제리 전쟁중에 프랑스군에서 복무한 뒤, 1962년 프랑스 외무부에 들어가 런던 주재 대사관 비서로 근무했다. 1967년 6월 10일 코펜하겐에서 당시 덴마크의 추정왕위계승자인 마르그레테 공주와 결혼하였다. 결혼 직전에 루터파로 개종하였다.